# Ipomoea mcvaughii
Ipomoea mcvaughii là một loài thực vật có hoa trong họ Bìm bìm. Loài này được McPherson mô tả khoa học đầu tiên năm 1980.